# Ore Veritatis
Ore Veritatis – debiutancki album zespołu Heretique wydany 9 stycznia 2012 roku nakładem Wydawnictwa Muzycznego "Psycho". Album był nagrywany w 2011 roku w rybnickim studio No Fear Records, tam też odbyło się miksowanie materiału. Ostateczny mastering płyty miał miejsce w Studiu Młyn w Paczynie.   

## Lista utworów
| Nr | Tytuł utworu                                                                                              | Długość |
| -- | --- | ------- |
| 1. | „Preludium” (muz. A. Piszczek)                                                                            | 1:35    |
| 2. | „Rain Of Fire” (sł. i muz. M. Szubert, P. Odrobina, G. Celejewski, W. Zydroń, G. Piszczek)                | 2:55    |
| 3. | „Equilibrium” (sł. i muz. M. Szubert, P. Odrobina, G. Celejewski, W. Zydroń, G. Piszczek)                 | 5:05    |
| 4. | „Putrescent Society” (sł. i muz. M. Szubert, P. Odrobina, G. Celejewski, W. Zydroń, G. Piszczek)          | 4:03    |
| 5. | „The Tribe” (sł. i muz. M. Szubert, P. Odrobina, G. Celejewski, W. Zydroń, G. Piszczek)                   | 4:08    |
| 6. | „Lashing And Contempt” (sł. i muz. M. Szubert, P. Odrobina, G. Celejewski, W. Zydroń, G. Piszczek)        | 4:25    |
| 7. | „Ore Veritatis” (sł. i muz. M. Szubert, P. Odrobina, G. Celejewski, W. Zydroń, G. Piszczek)               | 4:44    |
| 8. | „Postludium” (muz. A. Piszczek, P. Nowak, M. Szubert, P. Odrobina, G. Celejewski, W. Zydroń, G. Piszczek) | 1:44    |
|    | | 28:39   |

## Twórcy
| - Marek "Strzyga" Szubert – wokal - Piotr "Peter" Odrobina – gitara prowadząca - Grzegorz "Celej" Celejewski – gitara rytmiczna, wokal wspierający - Wojciech "Zyzio" Zydroń – gitara basowa - Grzegorz "Igor" Piszczek – perkusja | - Produkcja muzyczna, mastering, wokal wspierający i gitara w utworze "Equilibrium" – Piotr Nowak - Inżynieria dźwięku, miksowanie – Krzysztof "Leon" Lenard |